# Peickwitzer Teiche Ergänzung
Peickwitzer Teiche Ergänzung este o arie protejată (arie specială de conservare — SAC, sit de importanță comunitară — SCI) din Germania întinsă pe o suprafață de 3,89 ha, integral pe uscat.

## Localizare
Centrul sitului Peickwitzer Teiche Ergänzung este situat la coordonatele 51°26′29″N 13°59′02″E / 51.4414°N 13.9839°E.

## Înființare
Situl Peickwitzer Teiche Ergänzung a fost declarat sit de importanță comunitară în martie 2004.

## Biodiversitate
Situată în ecoregiunea continentală, aria protejată conține 3 habitate naturale: Pajiști umede nord-atlantice cu Erica tetralix, Mlaștini turboase de tranziție și turbării mișcătoare, Mlaștini împădurite.
La baza desemnării sitului se află un număr nedeclarat de specii protejate.
Pe lângă speciile protejate, pe teritoriul sitului au mai fost identificate 1 specie de plante.